# Festuca kryloviana
Festuca kryloviana är en gräsart som beskrevs av Viktor Vladimirovich Reverdatto. Festuca kryloviana ingår i släktet svinglar, och familjen gräs. Inga underarter finns listade i Catalogue of Life.